# 第34師団 (日本軍)
第34師団（だいさんじゅうよんしだん）は、大日本帝国陸軍の師団、盧溝橋事件後華北から華中・華南へと戦線が拡大し日中戦争が泥沼化するなかで、占領地の警備や治安維持を目的として新設された三単位編制の治安師団の一つである。 

## 沿革
1939年（昭和14年）2月7日に軍令甲弟6号により編成下令、大阪の留守第4師団の担当で編成され、3月15日大陸命弟274号により華中の第11軍戦闘序列に編入、4月3日に大阪港より出港13日漢口着、中国戦線に投入され武漢方面の警備に従事する。同年12月からは南昌に移駐し同地の警備に従事する一方、1940年（昭和15年）の宜昌作戦、翌1941年（昭和16年）の錦江作戦などにも参戦する。
太平洋戦争開戦後も第11軍隷下華中に在り占領地の警備や治安作戦に従事していたが、1944年（昭和19年）5月から大陸打通作戦に参戦、湘桂作戦では長沙・岳麓山攻略などに従事する。
1945年（昭和20年）芷江作戦に参戦後、4月18日には大陸命第1310号により支那派遣軍直轄部隊となり、南京方面に向けて移動中九江で終戦を迎える。9月16日浦口付近に集結、翌1946年（昭和21年）1月中旬に浦口を発ち30日に上海に、31日より復員のため帰還輸送を開始した。

## 師団概要

### 歴代師団長
- 関亀治 中将：1939年（昭和14年）3月9日 - 1940年（昭和15年）12月2日
- 大賀茂 中将：1940年（昭和15年）12月2日 - 1942年（昭和17年）10月8日
- 秦彦三郎 中将：1942年（昭和17年）10月8日 - 1943年（昭和18年）3月25日
- 伴健雄 中将：1943年（昭和18年）3月25日 - 終戦

### 参謀長
- 佐武勝司 騎兵大佐：1939年（昭和14年）3月9日 - 1940年9月28日[1]
- 桜井徳太郎 大佐：1940年（昭和15年）9月28日 - 1941年7月1日[2]
- 志村文雄 大佐：1941年（昭和16年）7月1日 - 1942年7月9日[3]
- 石川治水 中佐：1942年（昭和17年）7月9日 - 1944年8月25日[4]
- 迫田穣 大佐：1944年（昭和19年）8月25日 - 終戦[5]

### 最終所属部隊
- 歩兵第216連隊（大阪）：石川明大佐
- 歩兵第217連隊（大阪）：木佐木清次大佐
- 歩兵第218連隊（和歌山）：沢多亮大佐
- 第34師団工兵隊：森山正文大尉
- 第34師団輜重隊：森三丸大佐
- 第34師団通信隊：西川浩大尉
- 第34師団第1野戦病院：高橋新吾軍医少佐
- 第37師団第2野戦病院：番場新一軍医少佐
- 第34師団病馬廠：倉田一良獣医大尉

## 年表
- 1939年（昭和14年）
  - 3月1日  ：留守第4師団（大阪）に第34師団の編成下令。『軍令陸甲第六號』
  - 3月20日：編成完結。
  - 3月22日：宮中において歩兵連隊の軍旗が授与。
    - 第34師団（椿）隷下部隊
      - 師団司令部： 関亀治 中将（19期）
        - 第34歩兵団司令部（大阪）：内田孝行 少将（24期）
          - 歩兵第216連隊（篠山[* 1]：第1･第2大隊 篠山、第3大隊 大阪[* 2]編成担当）： 小川権之助 歩兵大佐（24期）
          - 歩兵第217連隊（大阪[* 3]：第1･第2大隊 大阪[* 3]、第3大隊 大阪[* 2]編成担当）：落合鼎五 歩兵大佐（26期）
          - 歩兵第218連隊（和歌山[* 4]：第1･第2大隊 和歌山、第3大隊 大阪[* 2]編成担当）：高橋達吉 歩兵大佐（　　期）

        - 捜索第34連隊（曽根）：守岡正 騎兵中佐（　　期）[* 5]
        - 野砲兵第34連隊（信太山）：長林勝由 砲兵中佐（28期）[* 6]
        - 工兵第34連隊（高槻）：門脇勲 工兵中佐（26期）[* 7]
        - 輜重兵第34連隊（曽根）：知覧豊城 輜重兵大佐（　　期）[* 8]
        - 第34師団 通信隊（大阪）
        - 第34師団 兵器勤務隊（信太山）
        - 第34師団 衛生隊（大阪）
        - 第34師団 第1野戦病院
        - 第34師団 第2野戦病院
        - 第34師団 病馬廠（曽根）

  - 4月3日：大阪港を出航。第11軍（岡村寧次中将）戦闘序列に編入。
  - 4月10～15日：中支湖北省夏口県漢口・陽暹に上陸。
    - 歩兵第216連隊：湖北省麻城。
    - 歩兵第217連隊：湖北省河口鎮。
    - 歩兵第218連隊：湖北省陽暹。
    - 捜索第34連隊：湖北省黄坡。
    - 野砲兵第34連隊：劉福。
    - 工兵第34連隊：湖北省黄坡。
    - 輜重兵第34連隊：湖北省黄坡。

  - 5月3日：遊仙山付近の戦闘に参加。
  - 10月31日：第34師団は第39師団（村上啓作中将：広島）に任務を引継ぎ、漢口に集結。
  - 11月17日：江西省南昌県南昌に移駐。国府軍第9戦区軍第19集団軍と対峙しつつ警備。
  - 11月26日：冬季攻勢撃滅戦。
  - 12月12日：蒋介石軍の冬季攻勢に対し反撃戦。
- 1940年（昭和15年）
  - 4月5日  ：南昌南方敵戦力破砕作戦。
  - 4月25日：師団の六号作戦。
  - 4月29日：同 七号作戦。
  - 6月　　 ：夏季攻勢に対し反撃戦を展開。
  - 6月7日  ：師団の九号作戦。
  - 9月27日 ：西山嶺掃討戦。
  - 10月12日：師団の第十号作戦。
  - 12月28日：同 第十一号作戦。

- 1941年（昭和16年）
  - 1月7日  ：師団の十二号作戦。
  - 1月29日：予南作戦。
  - 2月15日：師団の第十三号作戦。
  - 3月14日：第一次錦江作戦。
  - 4月1日  ：南昌に帰還。
  - 6月　　 ：輜重兵第34連隊 編成改正。[* 9]
  - 8月20日：第一次長沙作戦。
  - 9月26日：長沙作戦に呼応し奉新攻略戦に参加。
  - 10月3日：市汊街攻略戦。
  - 11月15日：西山嶺覆滅作戦。
  - 12月8日  ：大東亜戦争勃発により第33師団の南方抽出に伴い、同師団担当である南昌西北の安義方面も併せて警備。
  - 12月23日：第二次長沙作戦に参加。歩兵第217連隊は、第11軍司令官・阿南惟幾中将より感状を授与。
- 1942年（昭和17年）
  - 1月　　：支作戦である第二次錦江作戦、贛江作戦に参加。
  - 3月22日：歩兵第216連隊から第68師団（中山惇中将・大阪）第61、第115大隊の編成要員を抽出。
  - 5～8月：浙贛作戦に参加。
- 1943年（昭和18年）
  - 2月12日：江北殲滅作戦。
  - 4～6月：江南殲滅作戦。（宜昌作戦）
  - 5月1日：
    - 『軍令陸甲第三十六號』[* 10]により師団は編制改正。。
      - 第34歩兵団司令部：復帰。
      - 捜索第34連隊：復帰。[* 11]
      - 野砲兵第34連隊：山砲1コ中隊を残置し解隊。[* 12][* 13]
      - 工兵第34連隊：師団工兵隊（2コ中隊）に縮小。[* 14]
      - 輜重兵第34連隊：師団輜重隊（3コ中隊）に縮小。[* 15]

    - 第34師団隷下部隊
      - 師団司令部（大阪）
        - 歩兵第216連隊（大阪）
        - 歩兵第217連隊（大阪）
        - 歩兵第218連隊（和歌山）

      - 第34師団 工兵隊（高槻）
      - 第34師団 輜重隊（曽根）
      - 第34師団 通信隊（大阪）
      - 第34師団 兵器勤務隊（信太山）
      - 第34師団 第1野戦病院
      - 第34師団 第2野戦病院
      - 第34師団 病馬廠（曽根）

  - 10月15日：常徳殲滅作戦。
  - 　　　　：第34師団は、第13師団（赤鹿理中将）と交替し宜昌の警備に就く。
- 1944年（昭和19年）
  - 1月10日：南昌の警備
  - 1月　　：支那派遣軍は一号作戦（大陸打通作戦）を下令。
  - 4月23日：湘桂作戦に参加。
  - 6～8月：第一～三次衡陽攻略戦に参加。
  - 10月　：広西省全県に到着。同地守備に就き戦力を回復。
  - 11月　：桂林・柳州まで進撃。
- 1945年（昭和20年）
  - 4月10日：第20軍（坂西一良中将）の芷江作戦に参加。
  - 4月18日：軍命令により反転、第34師団は支那派遣軍（岡村寧次大将）直轄となる。
  - 5月14日：反転作戦により全県を出発。
  - 6月11日：南京・上海方面に向けて移動軍命令により転進を開始。
  - 8月15日：第3師団・第13師団とともに南京・上海方面に向けて移動中、安義・九江・浦口 付近において、『大東亞戰爭終結ノ詔書』を拝す。
  - 8月16日：停戦。
  - 8月22日：安慶に移駐。
  - 8月23日：歩兵第216連隊軍旗を奉焼。

- 1946年（昭和21年）
  - 2月23日：帰国の為上海出帆。
  - 3月8日  ：博多港に上陸。復員。

1. ↑  歩兵第70連隊留守隊。
2. 1 2 3  歩兵第8連隊留守隊。
3. 1 2  歩兵第37連隊留守隊。
4. ↑  歩兵第61連隊留守隊。
5. ↑  乗馬騎兵・乗車騎兵(九五式小型乗用車.九四式六輪自動貨車など18両) ・装甲車(九四式軽装甲車 5両)各1コ中隊。
6. ↑  野砲3コ大隊 9コ中隊(九五式野砲 24門・九一式榴弾砲 12門)・1コ観測中隊。輓馬編成。
7. ↑  3コ中隊 編制。
8. ↑  輓馬2コ・自動車1コ 中隊 編制。
9. ↑  連隊は自動車1コ中隊が増設され、輓馬2コ・自動車2コ中隊の4コ中隊 編制に増強。
10. ↑  在支師団の編成改正：

＊皇軍主力を南方に振り向けるため、支那は車輛馬匹火砲を削減。

＊歩兵団司令部・騎・捜索の復帰。

＊砲・工・輜の縮小、軍直の統合部隊として有機的に運用に適する編制とする。
11. ↑  人員・馬匹は、乗馬1コ小隊ずつを各歩兵連隊に分属、装甲車中隊を第34師団司令部装甲車中隊として編合。
12. ↑  5月10日：江西省南昌において各大隊の九一式十糎榴弾砲装備の第3・第6・第9中隊（第3大隊長・多田源孝少佐指揮）が抽出され、第15師団（山内正文中将：京都）隷下の野砲兵第21連隊（藤岡勇大佐）に転属。

9月18日：呉淞を出航。

12月11日：泰国ランパンに上陸しウ号作戦（インパール作戦）に参加。
13. ↑  6月22日：『軍令陸甲第四十一號』により野砲兵第34連隊は解隊され、山砲1コ中隊を第34師団に残置。

7月5日：連隊長 大塚昇大佐以下 主力は、第30師団（小林浅三郎中将：平壌）隷下の野砲兵第30連隊 編成の基幹要員として朝鮮平壌に転属。
14. ↑  6月22日：『軍令陸甲第四十一號』により工兵第34連隊は縮小。第34師団工兵隊に改編。
15. ↑  7月：輜重兵第34連隊は縮小。

輓馬2コ・自動車1コ中隊の3コ中隊 編制の第34師団輜重隊に改編。